# Lycopodiella trianae
Lycopodiella trianae là một loài thực vật có mạch trong Họ Thạch tùng. Loài này được (Hieron.) B. Øllg. mô tả khoa học đầu tiên năm 1987.